# Torneo de las Cinco Naciones 1977
El Torneo de las Cinco Naciones de 1977 fue la 83° edición del principal Torneo del hemisferio norte de rugby.
El campeón del torneo fue el seleccionado de Francia.

## Clasificación
| Lugar | Selección  | Partidos | Partidos | Partidos  | Partidos | Puntos  | Puntos    | Puntos | Tabla de puntos |
| Lugar | Selección  | Jugados  | Ganados  | Empatados | Perdidos | A favor | En contra | dif.   | Tabla de puntos |
| ----- | ---------- | -------- | -------- | --------- | -------- | ------- | --------- | ------ | --------------- |
| 1     | Francia    | 4        | 4        | 0         | 0        | 58      | 21        | +37    | 8               |
| 2     | Gales      | 4        | 3        | 0         | 1        | 66      | 43        | +23    | 6               |
| 3     | Inglaterra | 4        | 2        | 0         | 2        | 42      | 24        | +18    | 4               |
| 4     | Escocia    | 4        | 1        | 0         | 3        | 39      | 85        | -46    | 2               |
| 5     | Irlanda    | 4        | 0        | 0         | 4        | 33      | 65        | -32    | 0               |

## Resultados
| 15 de enero | Inglaterra | 26 - 6 | Escocia | Twickenham Stadium, Londres |  |

| 15 de enero | Gales | 25 - 9 | Irlanda | Cardiff Arms Park, Cardiff |  |

| 5 de febrero | Francia | 16 - 9 | Gales | Parc des Princes, París |  |

| 5 de febrero | Irlanda | 0 - 4 | Inglaterra | Lansdowne Road, Dublín |  |

| 19 de febrero | Inglaterra | 3 - 4 | Francia | Twickenham Stadium, Londres |  |

| 19 de febrero | Escocia | 21 - 18 | Irlanda | Estadio Murrayfield, Edimburgo |  |

| 5 de marzo | Francia | 23 - 3 | Escocia | Parc des Princes, París |  |

| 5 de marzo | Gales | 14 - 9 | Inglaterra | Cardiff Arms Park, Cardiff |  |

| 19 de marzo | Escocia | 9 - 18 | Gales | Estadio Murrayfield, Edimburgo |  |

| 19 de marzo | Irlanda | 6 - 15 | Francia | Lansdowne Road, Dublín |  |

## Premios especiales
- Grand Slam:  Francia
- Triple Corona:  Gales
- Copa Calcuta:  Inglaterra